# Meadville (Pensylwania)
Meadville – miasto w Stanach Zjednoczonych, w północno-zachodniej części stanu Pensylwania, w hrabstwie Crawford. Według danych z 2000 roku miasto miało 13 685 mieszkańców.
Urodziła się tutaj Sharon Stone, amerykańska aktorka.

## Klimat
Miasto leży w strefie klimatu kontynentalnego, z ciepłym latem, i równomiernie rozłożonymi opadami, należącego według klasyfikacji Köppena do strefy Dfb. Średnia temperatura roczna wynosi 9,1 °C, a opady 1038,9 mm (w tym do 171 cm opadów śniegu). Średnia temperatura najcieplejszego miesiąca - lipca wynosi 21,4 °C, najzimniejszego - stycznia -4,0 °C. Najwyższa rekordowa zanotowana temperatura wyniosła 40,0 °C natomiast najniższa -30,6 °C. Miesiącem o najwyższych opadach jest lipiec ze średnią sumą opadów wynoszącą 116,8 mm a najniższe opady występują w lutym i wynoszą 43,2 mm.